# Steffi Fuhrmann-Wróbel
Steffi Fuhrmann-Wróbel, polnisch Steffi Wróbel (* 30. April 1929 in Königlich-Dombrowka, Landkreis Oppeln; † 16. September 2023 in Sulistrowiczki), war eine Autorin, Sängerin, schlesische Mundartdichterin und Heimatdichterin.

## Leben
Steffi Fuhrmann wurde am 30. April 1929 in Königlich Dombrowka im oberschlesischen Kreis Oppeln als Tochter eines Försters geboren. Durch häufige berufliche Versetzungen des Vaters wechselte der Wohnort in ihren ersten Lebensjahren. 1936 kam die Familie zur Försterei Klein Silsterwitz im Forstamt Zobten im Kreis Breslau in Niederschlesien. Zobten wurde zur neuen Heimat von Steffi Fuhrmann.
Nach dem Krieg, als der Vater aus der sowjetischen Kriegsgefangenschaft nach Schlesien zurückgekommen war, kam die Familie wieder nach Silsterwitz und musste nun für die polnische Försterei arbeiten, durfte aber weiter in der Försterei wohnhaft bleiben. Im Oktober 1947 heiratete Steffi Fuhrmann den polnischen Förster Wróbel, aus deren Ehe fünf Kinder hervorgingen.
Nach der politischen Wende im Ostblock konnte Steffi Fuhrmann-Wróbel auch in den Deutschen Freundschaftskreisen aktiv für Schlesien mitwirken. Dort trifft sie sich in Waldenburg und Breslau regelmäßig zu kulturellen Veranstaltungen. 1992 gründete sie die Gesangsgruppe „Die Heimatsänger“, die in echten niederschlesischen Volkstrachten auftritt. In der Gesangsgruppe ist sie bis heute aktiv und mittlerweile ist auch ihre Tochter aktiv beteiligt. Fuhrmann-Wróbel ist noch immer aktives Mitglied der DSKG Breslau. Sie arbeitete zudem mit dem Arbeitskreis Archiv für schlesische Mundart als Schriftstellerin zusammen.

## Werke
- Woas die Stoare pfeife – Band 12: Vum Zutaberge bis uf de Eule, mit August Lichter, Arbeitskreis Archiv für Schlesische Mundart in Baden-Württemberg, Lingen-Brögbern, 1999
- Is hoot's a nooch. Dichter in Schlesien, Selbstverlag, Zobten am Berge, 2001
- Rund im a Zotaberg: Gedichte und Prosa, Polsko-Niemiecki Ośrodek Badań nad Dziedzictwem Kulturowym Śląska Stowarzyszenia Historyków Sztuki, 2003
- Steffis Geschichte – Ich bin eine Deutsche in Polen / Jestem Niemką w Polsce – fragment mojego życia, Breslau [Wrocław], Deutsche Sozial-Kulturelle Gesellschaft in Breslau, 2008/2013

## Filmographie
- „Siedem górek Steffi Wróbel“ von Kinga Wołoszyn-Świerk, Dokumentation Polen 2008, 25 Minuten, Produktion der TVP[1]
- Etniczne klimaty: 94 - „Steffi spod Ślęży“, Dokumentation Polen 2012, TVP Kraków[2]